# Shamut
Shamut là một đô thị thuộc tỉnh Lori, Armenia. Dân số ước tính năm 2011 là 296 người.